# Святой Сергий (линейный корабль, 1747)
«Святой Сергий» — парусный линейный корабль Балтийского флота Российской империи, один из кораблей типа «Слава России». Находился в составе флота с 1747 по 1763 год, принимал участие в Семилетней войне, в том числе в блокаде пролива Зунд и осаде Кольберга, а по окончании службы был разобран.

## Описание судна
Представитель серии парусных двухдечных линейных кораблей типа «Слава России». Эта серия кораблей была самой многочисленной и одной из самых удачных серий линейных кораблей Российского императорского флота. Корабли серии строились с 1733 по 1774 год на верфях Санкт-Петербурга и Архангельска и принимали участие во всех плаваниях и боевых действиях российского флота в период с 1734 по 1790 год. Всего в рамках серии было построено 58 линейных кораблей. Все корабли этой серии обладали высокими мореходными качествами, хорошей маневренностью и остойчивостью.
Водоизмещение корабля составляло 1200 тонн, длина по сведениям из различных источников от 46,5 до 47,4 метра, ширина от 12,3 до 12,65 метра, а осадка от 5,4 до 5,48 метра. Вооружение судна составляли 66 орудий, включавшие двадцатичетырёх-, двенадцати- и шестифунтовые пушки, а экипаж состоял из 600 человек. Скорость судна при свежем ветре могла достигать восьми узлов.

## История службы
Линейный корабль «Святой Сергий» был заложен на Соломбальской верфи 21 августа (1 сентября) 1746 года и после спуска на воду 26 августа (6 сентября) 1747 года вошёл в состав Балтийского флота России. Строительство вёл корабельный подмастерье ранга сухопутного поручика П. Г. Качалов, который на следующий день после спуска корабля на воду был пожалован в корабельные мастера майорского ранга.
С июля по октябрь 1748 года совершил переход Архангельска в Кронштадт. В кампанию 1750 года в составе кронштадтской эскадры принимал участие в практическом плавании: 15 (26) июня вместе с эскадрой вышел из Кронштадта, однако 20 июня (1 июля) сел на мель, снявшись с которой ушёл в Ревель на ремонт. После ремонта 3 (14) августа на Ревельском рейде вновь присоединился к эскадре и в её составе 15 (26) августа вернулся в Кронштадт.
Принимал участие в Семилетней войне. В кампанию 1757 года был включен в состав эскадры под командованием адмирала З. Д. Мишукова, которая 31 мая (11 июня) вышла из Кронштадта для блокады побережья Пруссии. 3 (14) июля отделился от эскадры и с отрядом ушёл в крейсерское плавание к Пиллау, целью которого было наблюдение за судами неприятельского флота, а к 19 (30) июля пришёл на Данцигский рейд, где находились остальные корабли флота. 8 (19) августа в составе эскадры ушёл в плавание к берегам Швеции, а 17 (28) сентября того же года вернулся в Кронштадт.
В кампанию 1758 года 2 (13) июля ушёл из Кронштадта в крейсерское плавание и 9 (20) июля у Копенгагена присоединился к объединённому русско-шведскому флоту, в составе которого до 28 августа (8 сентября) принимал участие в блокаде пролива Зунд. Блокада осуществлялась с целью недопущения английского флота в Балтийское море. В кампанию следующего 1759 года находился в составе эскадры, которая с июля по сентябрь перевозила русские войска из Кронштадта в Данциг.
Во время кампании 1760 года корабль принимал участие в действиях русских войск и флота под Кольбергом. C 25 июля (5 августа) по 15 (25) августа перешёл из Кронштадта к Кольбергу в составе флота и присоединился к морской блокаде крепости. С 10 (21) сентября по 28 сентября (9 октября) принимал участие в транспортировке войск обратно от Кольберга в Кронштадт, при этом всю дорогу вёл на буксире галиот.
По окончании службы в 1763 году корабль «Святой Сергий» был разобран в Кронштадте.

## Командиры корабля
Командирами линейного корабля «Святой Сергий» в разное время служили:
- капитан С. Г. Малыгин (1748 год)[13];
- капитан Я. Фастиг (1750 год)[14];
- капитан 1-го ранга Н. Молчанов (1757 год)[15];
- капитан 1-го ранга И. И. Сенявин (1758 год)[16];
- капитан 2-го ранга М. Жидовинов (1759 год)[17];
- капитан 3-го ранга Е. Н. Ирецкий (1760 год)[18].

### Комментарии
1. ↑  Также в серию входили два корабля «Северный Орёл» 1735 и 1763 годов постройки, два корабля «Ревель» 1735 и 1756 годов постройки, два корабля «Ингерманланд» 1735 и 1752 годов постройки, два корабля «Святой Пётр» 1741 (до 6 (17) декабря 1741 года назвался «Иоанн») и 1760 годов постройки, два корабля «Полтава» 1743 и 1754 годов постройки, два корабля «Святой Александр Невский» 1749 и 1762 годов постройки, два корабля «Москва» 1750 и 1760 годов постройки, корабли «Слава России» (головной корабль серии), «Основание Благополучия», «Леферм», «Благополучие» (до 6 (17) декабря 1741 года назвался «Правительница Российская»), «Счастие», «Екатерина», «Фридемакер», «Лесное», «Архангел Рафаил», «Святая великомученица Варвара», «Святой Иоанн Златоуст» (В 1751 году был переименован в «Святой Иоанн Златоуст второй» в связи с постройкой одноимённого 80-пушечного корабля), «Архангел Гавриил», «Архангел Уриил», «Наталия», «Астрахань», «Рафаил», «Святой Иаков», «Не тронь меня», «Евстафий Плакида», «Святой Иануарий», «Саратов», «Тверь», «Трёх Иерархов», «Трёх святителей», «Европа», «Всеволод», «Ростислав», «Святой Георгий Победоносец», «Граф Орлов», «Память Евстафия», «Победа», «Виктор», «Вячеслав», «Дмитрий Донской», «Мироносиц», «Святой князь Владимир», «Александр Невский», «Борис и Глеб», «Преслава», «Дерись», «Ингерманландия», «Спиридон» и один корабль без названия 1758 года постройки.
2. ↑  155 футов 6 дюймов.
3. ↑  41 фут 6 дюймов.
4. ↑  18 футов.